# Chloroclystis rubella
Chloroclystis rubella är en fjärilsart som beskrevs av Alfred Philpott 1915. Chloroclystis rubella ingår i släktet Chloroclystis och familjen mätare. Inga underarter finns listade i Catalogue of Life.